# Lhota u Dobrušky
Lhota u Dobrušky je vesnice, součást obce Podbřezí v okrese Rychnov nad Kněžnou. Nachází se v Podorlické pahorkatině, v katastrálním území Lhota u Dobrušky, 1,5 km východně od Podbřezí. Společně s osadou Netřeba tvoří evidenční část obce Lhota Netřeba. Vsí prochází silnice III/32114.
Lhota u Dobrušky byla samostatnou obcí do 50. let 20. století, s výjimkou období od 70. let 19. století do nultých let 20. století, kdy tvořila společnou obec Lhota Masty s nedalekými Masty. Roku 1960 se stala částí obce Podbřezí. V roce 1980 přišla o status evidenční části obce a byla začleněna do nově vzniklé části obce Lhota Netřeba.